# India Pale Ale
India Pale Ale (IPA) je chmelený styl piva v širší kategorii piv zvaných Pale Ale, tedy světlých svrchně kvašených  piv.
Poprvé byl termín „India Pale Ale“ použit v roce 1829 v reklamě vydané v Sydney Gazette a New South Wales Advertiser. Toto pivo se dříve také nazývalo Pale Ale vařené pro Indii, India Ale, pale India Ale nebo vývozní pale India ale.

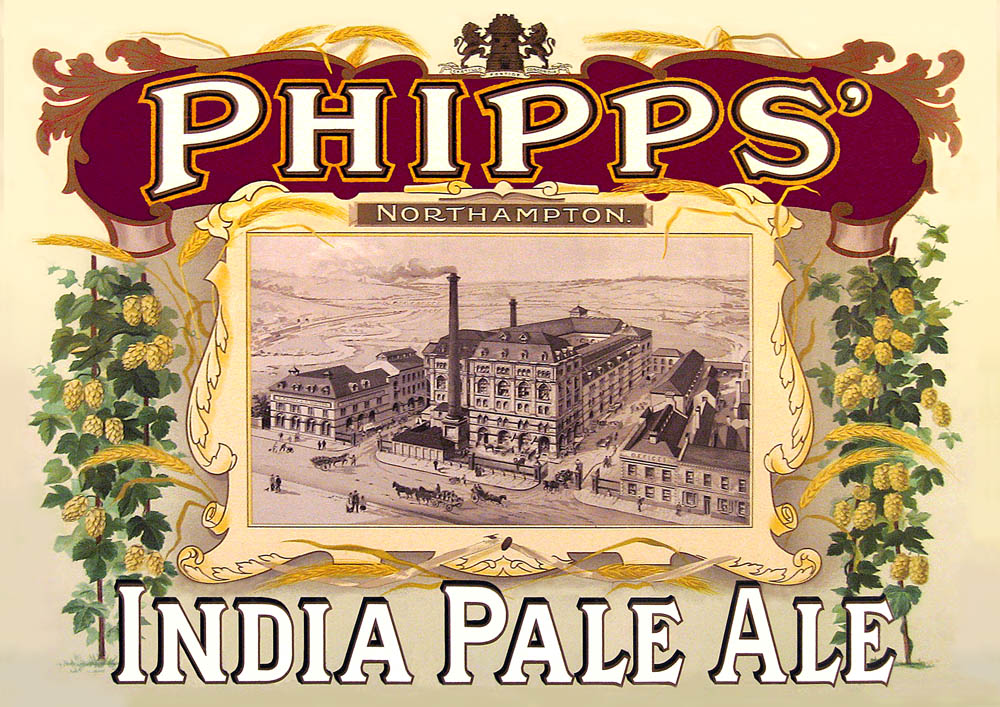
Old Phipps IPA Claret sharpened

## Historie
Termín pale ale dříve označoval svrchně kvašené pivo uvařené ze světlého sladu. Piva tohoto typu se na začátku 18. století pro svoji jemně chmelenou chuť znatelně lišila od pozdějších piv typu pale ale. Okolo poloviny 18. století se svrchně kvašená piva vyráběla ze sladu sušeného pomocí koksového ohně, díky čemuž nebyl ječmen při  sladovacím procesu tolik vystaven kouři či pražení, a ve výsledku vznikala světlejší piva. Jeden druh takového piva se nazýval October beer, tedy říjnové pivo, a šlo o světlý, velmi chmelený druh oblíbený zejména mezi majetnější vrstvou, která ho vařila doma. Když se takové pivo uvařilo, nechalo se pak ještě dva roky zrát. 
Jedním z prvních exportérů piva do Indie byl pivovar Bow Brewery, nacházející se v oblasti mezi Middlesexem a Essexem. Koncem 18. století si obchodníci z Britské Východoindické společnosti piva vařená v Bow Brewery velmi oblíbili, a to díky příhodné poloze pivovaru a štědrému úvěru na 18 měsíců, který majitel pivovaru Bow Brewery Hodgson obchodníkům poskytl. Hodgsonova piva, mimo jiné i October beer, se do Indie převážela na lodích a právě podmínky dlouhé lodní přepravy pivům neuvěřitelně svědčily, což bylo zřejmé z velkého zájmu, jaký o ně projevovali spotřebitelé v Indii.
Bow Brewery zdědil na začátku 19. století Hodgsonův syn, který se zákazníkům kvůli své politice podnikání odcizil. Tou samou dobou několik burtonských pivovarů hledalo pro svá piva nový vývozní trh, neboť kvůli novým celním tarifům na pivo ztratily svůj vývozní trh do Ruska.
Na žádost Britské Východoindické společnosti začal pivovar Allsopp vařit velmi silně chmelené světlé svrchně kvašené pivo připomínající to, které Hodgson vyvážel do Indie. Další burtonské pivovary, včetně pivovaru Bass a Salt, se urychleně snažily najít náhradu za ztracený vývozní trh do Ruska a rozhodly se následovat pivovar Allsopp. Obchodníci i jejich zákazníci v Indii dali ihned přednost burtonskému India Pale Ale, možná i kvůli výhodným vlastnostem burtonské vody pro vaření piva. S jistotou však můžeme tvrdit, že Hodgsonovo October Beer mělo velký vliv na piva stylu India pale ale vařené v Burtonu.
První piva stylu IPA, ať už burtonská nebo Hodgsonova, měla jen nepatrně vyšší míru alkoholu než většina piv vařených v té době a neřadili bychom je mezi silná svrchně kvašená piva. Na rozdíl od ostatních se nechávala důkladně zkvasit větší část mladiny, takže se zachovalo jen málo zbytkového cukru, a pivo mělo silnou chmelovou chuť. Tudíž tvrzení, že původní piva stylu IPA byla mnohem silnější než jiná piva těch dob, je mylné. Navíc dohady o tom, že Hodgson vyrobil pivo IPA speciálně pro to, aby na rozdíl od jiných piv vydrželo dlouhou cestu do Indie, také nejsou pravdivé, protože se do Indie a Kalifornie vyvážela piva druhu porter a dlouhou lodní přepravu bez problému zvládla. Je ale pravdou, že v 60. letech 18. století se piva stylu IPA v Anglii již běžně vařila. Od porterů nebo mnoha jiných svrchně kvašených piv se však lišila tím, že byla mnohem slabší a více chmelená. 
Okolo roku 1840 v Anglii stoupla poptávka po vývozním svrchně kvašeném pivu, které se již stihlo proslavit pod názvem India pale ale, a stalo se z něj velmi žádané zboží. Koncem 19. století přestaly některé pivovary používat název „India“, ale podle všeho nadále vařily svrchně kvašená piva, která si zachovala chuťové vlastnosti piv IPA. Ještě před koncem 19. století začaly americké, australské a kanadské pivovary vařit piva s názvem IPA a tato piva, jak záznamy dokazují, se velmi podobala soudobým anglickým pivům stylu IPA.

## Spojené království
Ve Spojeném království se termínem IPA běžně označuje pivo s nízkoprocentní koncentrací mladiny, například Greene King IPA nebo Charles Wells Eagle IPA. Piva stylu IPA s vol. 4 % nebo nižším se v Británii vyrábí už od první světové války, kdy se daně z pivních surovin velmi zvýšily a pivovary na to reagovaly výrobou slabších piv.

## Kanada a Spojené státy
Piva stylu IPA mají ve Spojených státech i Kanadě bohatou historii a vaří je tam mnoho pivovarů. Současná americká piva IPA se obvykle vaří z výhradně amerického chmele, jako jsou třeba Cascade, Centennial, Citra, Columbus, Chinook, Simcoe, Amarillo, Tomahawk, Warrior nebo Nugget.
Piva stylu IPA vařená na východním pobřeží se liší od těch ze západního pobřeží, a to tím, že je v nich více sladu, což vyvažuje intenzivní chuť chmele, kdežto u piv stylu IPA ze západního pobřeží vyniká pouze chuť chmele. Důvodem může být i relativní blízkost pivovarů na západním pobřeží a chmelnic nacházejících se na americkém severozápadu. Na rozdíl od západního pobřeží pivovary na východním pobřeží spoléhají spíše na více kořeněné evropské chmely a speciální slady.

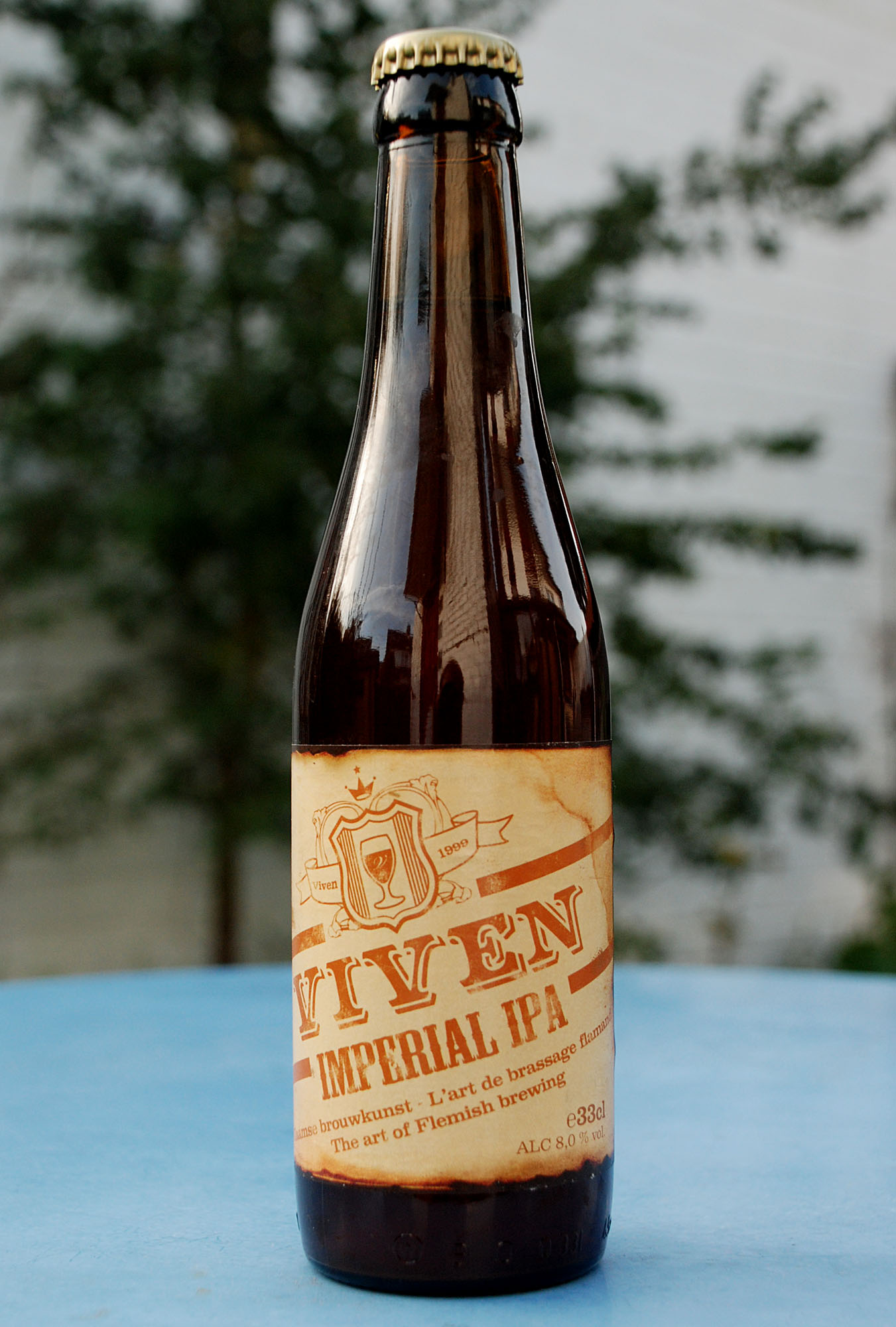
VivenIIPA

## Double IPA
Pivo zvané „double IPA“ (nebo také „Imperial IPA“) je silnější, velmi chmelená varianta piva IPA, které má obvykle vysoký podíl alkoholu překračující vol. 7,5 %. Tvrdí se, že „double IPA“ vznikla v roce 1994 v nyní již zaniklém pivovaru Blind Pig Brewery v kalifornském městě Temecula rukou Vinnieho Cilurza, současného majitele pivovaru Russian River Brewing Company v kalifornské Santa Rose. Mnoho menších pivovarů v okolí San Diega si osvojilo tento styl piva natolik, že se mu často říká také „San Diego Pale Ale“.

## Mezinárodní dostupnost
Během několika posledních desetiletí získala piva stylu IPA velkou popularitu a rozšířila se do celého světa. Americký Indian Pale Ale se nyní vaří i v Belgii, kde se po roce 2000 na trhu objevila například Viven IPA z pivovaru De Proefbrouwerij a Houblon Chouffe. IPA je také k dostání v Argentině pod názvem Cervería Antares. V České republice se výrobou piva IPA zabývá například soukromý pivovar Matuška a mnohé další pivovary.

## India Pale Lager
Některé pivovary vaří i „India Pale Lager“ (nebo „IPL“), tedy ležák, který je hojně chmelený jako klasické pivo stylu IPA, ale při jeho vaření se využívá kvasinek zajišťujících spodní kvašení. Proces ležení by měl zajistit lehčí, jasnější tělo piva a dát tak vyniknout nuancím chmelové chuti. 